# Cossington
Cossington is een civil parish in het bestuurlijke gebied, in het Engelse graafschap Somerset met 564 inwoners.